# فتح‌الله شیرازی

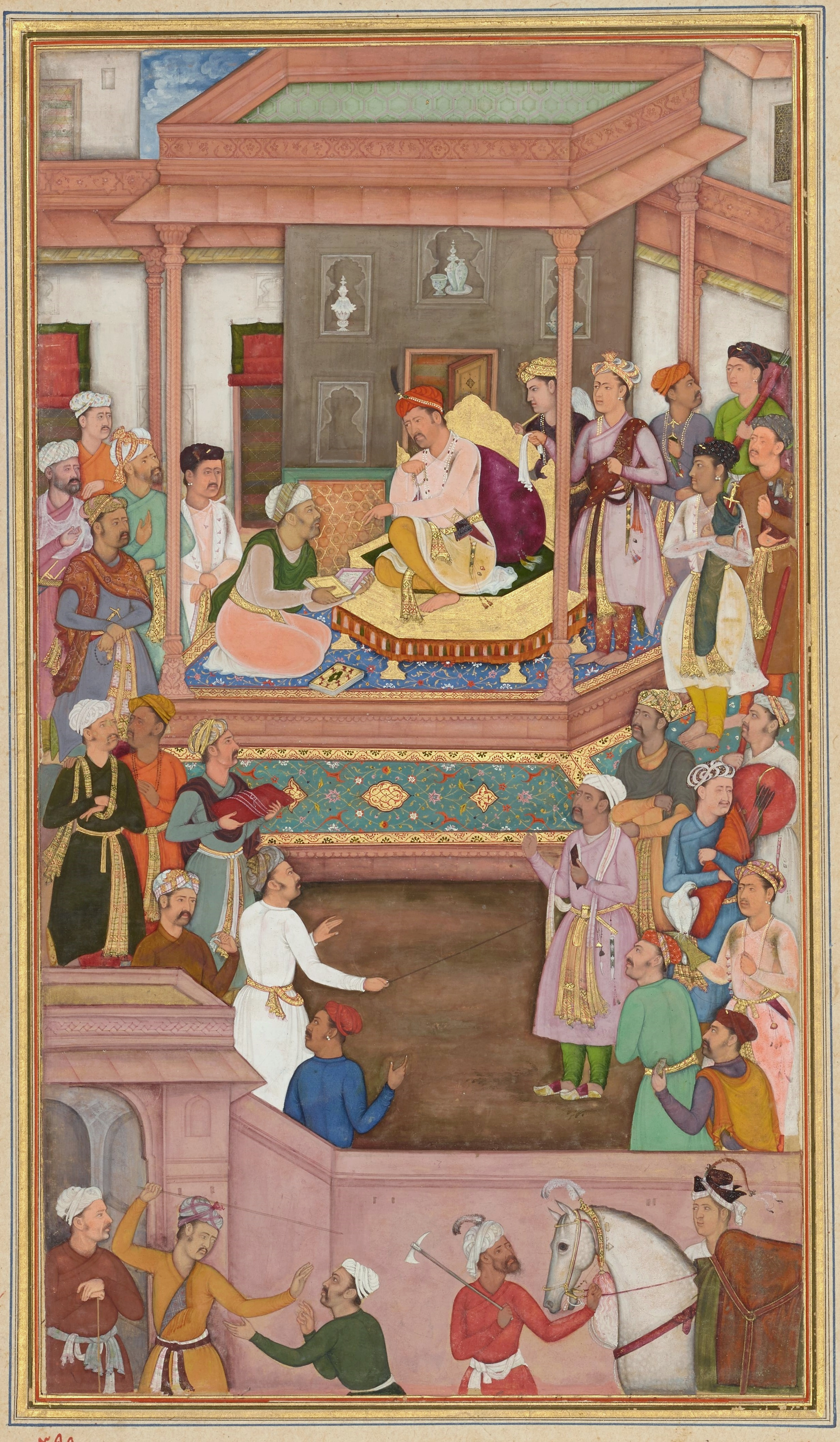

فتح‌الله شیرازی که گاهی با نام امیر فتح‌الله شیرازی نیز شناخته می‌شود، همه‌چیزدان ایرانی-هندی بود. او حقوقدان اسلامی، وزیر اقتصاد، مهندس مکانیک، مخترع، ریاضیدان، ستاره‌شناس، پزشک، فیلسوف و هنرمند بوده‌است و برای اکبر کبیر حاکم امپراتوری مغول کار می‌کرده‌است.

## اختراعات
اسلحه مقدماتی ضد پیاده‌نظام تفنگ رگبار با تعدادی لوله سلاح که شبیه توپ دستی است از اختراعاتی است که به او نسبت داده شده.